# Damson Bradley's King
Damson Bradley's King es una variedad cultivar de ciruelo (Prunus domestica subsp. insititia), de las denominadas ciruelas europeas.
Una variedad de ciruela conocida en Inglaterra y Reino Unido que está descrita en la revista "Florist and Pomologist" ("Floristas y Pomólogos") en 1880.
Las frutas tienen un tamaño pequeño a medio, piel gruesa, ácida, siendo el color de la piel azul oscuro, y pulpa de color verde amarillento, textura casi harinosa, bastante seca, un poco dulce y sin la astringencia habitual de la ciruela damascena.

## Historia
La ciruela 'Damson Bradley's King' es una variedad que fue obtenida por Mr Bradley de Halam, Nottingham. Fue descrita por vez primera en la revista "Florist and Pomologist"-("Floristas y Pomólogos") en 1880.
Se considera que es una cepa de la Prunus domestica subsp. insititia, en Inglaterra se las nombran como "Bullace" que generalmente se usa para referirse a ciruelas con forma esférica, a diferencia de las ciruelas "Damascenas"-"Damson" que se refieren a las que tienen  forma ovalada.
'Damson Bradley's King' está cultivada en diversos bancos de germoplasma de cultivos vivos, tales como en National Fruit Collection (Colección Nacional de Fruta) de Reino Unido con el número de accesión: 1975-295 y Nombre Accesión : Damson, Bradley's King. El espécimen fue recibido en el «National Fruit Trials» (Probatorio Nacional de Frutas), para evaluar sus características en 1975.

## Características
'Damson Bradley's King' árbol de porte extenso, moderadamente vigoroso, erguido, productivo, floración abundante. Autofértil. Flor blanca, que tiene un tiempo de floración que comienza a partir del 17 de abril con el 10% de floración, para el 21 de abril tiene una floración completa (80%), y para el 3 de mayo tiene un 90% de caída de pétalos.
'Damson Bradley's King' tiene una talla de tamaño pequeño de forma ovalada, cavidad poco profunda, estrecha, abrupta, sutura pronunciada, una línea distinta; ápice redondeado, con peso promedio de 8.92 g; epidermis tiene una piel gruesa, ácida, siendo el color de la piel azul oscuro, cubierto de pruina de mediano espesor, punteado pequeño, pocos; pedúnculo glabro, con una longitud promedio de 9.30 mm, pubescente, bien adherido al fruto con la cavidad del pedúnculo estrecha y apenas pronunciada; pulpa de color verde amarillento, textura casi harinosa, bastante seca, un poco dulce y sin la astringencia habitual de la ciruela damascena.
Hueso adherido a semi adherido, irregular y ampliamente ovada, aplanada, áspera, ligeramente comprimida y con cuello en la base, roma o aguda en el ápice, sutura ventral estrecha, alada, sutura dorsal aguda o levemente surcada.
Su tiempo de recogida de cosecha es tardía, se inicia en su maduración de inicios a mediados de septiembre.

## Usos
Esta ciruela es bien conocida en diversas regiones de Inglaterra. Una ciruela de cocina que hace unos muy buenos guisos, licores, mermeladas, empanadas, y para congelación.